# Kilgoris
Kilgoris ist eine Stadt im Narok County in Kenia. Die Stadt hat etwa 4500 Einwohner und liegt in der Nähe des Masai Mara.

## Infrastruktur
Neben dem Kilgoris Hospital und einigen Schulen gibt es in Kilgoris eine Polizeistation. Der römisch-katholische Teil der Bevölkerung gehört zum Bistum Ngong, das in Kilgoris neben einer Krankenpflegeschule auch diverse Gesundheitsprogramme betreibt.

## Söhne und Töchter der Stadt
- Billy Konchellah (* 1961), Leichtathlet
- Patrick Konchellah (1968–2009), Mittelstreckenläufer
- David Lekuta Rudisha (* 1988), Mittelstreckenläufer
- Daniel Rudisha (1945–2019), Sprinter und Olympiasieger